# Thierry Gardent
Thierry Gardent est un athlète français, né à Grenoble le 23 novembre 1968, adepte de la course d'ultrafond et champion de France des 24 heures en 2017.

## Biographie
Thierry Gardent est champion de France des 24 heures du Quai du Cher à Vierzon en 2017,,. Il est également sélectionné pour les championnats d'Europe IAU des 24 h de Timisoara en 2018, et remporte la médaille d'or par équipe bien que terminant 29e avec 219 km,. Il est aussi, avec le RC Vichy, champion de France par équipe sur 100 km en 2012, 2013, 2014 et sur 24 h en 2016, 2017, 2018 et 2021[réf. nécessaire].

## Records personnels
Statistiques de Thierry Gardent d'après la Fédération française d'athlétisme (FFA) et la Deutsche Ultramarathon-Vereinigung (DUV) :
- 1 500 m : 4 min 48 s 79 en 2013
- 5 000 m : 17 min 26 s 5 en 2010
- 10 km route : 36 min 38 s en 2004
- Semi-marathon : 1 h 20 min 15 s en 2011
- Marathon : 2 h 46 min 25 s au marathon de Reims en 2009[10]
- 100 km route : 7 h 54 min 7 s aux championnats de France des 100 km de Vendée en 2015
- 100 miles route : 18 h 3 min 27 s aux championnats d'Europe IAU des 24 h de Timisoara en 2018 (100 miles split)
- 6 heures route : 75,375 km aux 6 h de la Nièvre en 2017
- 12 heures route : 129,997 km aux championnats de France des 24 h du Quai du Cher en 2017 (12 h split)
- 24 heures route : 248,747 km aux championnats de France des 24 h du Quai du Cher en 2017